# Амхара (регион)
Амхара, једна је од 11 федералних субјеката (етничких региона) у Савезној Демократској Републици Етиопији. Налази се на северозападу државе и домовина је народа Амхара. Обухвата површину од 154.709 км² и има око 17.221.976 становника (2007). Насељеност територије је је 110 становника по км².
Главни и највећи град је Бахир Дар.

## Историја
У средњем веку постојала је покрајина Амхара у саставу Етиопије. У другој половини 20. века, подручје данашње покрајине Амхара је било у саставу етиопских покрајина Гондар, Гоџам, Воло, Шоа и Тиграј. Данашњи регион Амхара формиран је 1995. године, као један од етничких региона Етиопије.

## Демографија

### Етничке групе (попис из 2007)
- Амхара (91,48%)
- Агав Ави (3,46%)
- Оромо (2,62%)
- Агав Камир (1,39%)
- Аргоба (0,41%)

Амхара, већински народ у региону, је семитског порекла и православне вере.

### Религија (попис из 2007)
- Православље (82,5%)
- Ислам (17,2%)
- Протестантизам (0,2%)

### Градови
Највећи градови региона су (са приказом броја становника 2009. године): 
- Гондар (223.000)
- Десе (193.000)
- Бахир Дар (191.000)
- Дебре Маркос (97.000)
- Кемболча (79.000)
- Дебре Бирхан (77.000)
- Велдија (48.000)
- Дебре Табор (44.000)
- Мота (36.000)
- Чагни (35.000)
- Дангла (30.000)
- Верота (30.000)